# Boro
El boro es un elemento químico de la tabla periódica de los elementos que tiene el símbolo B y número atómico 5, su masa es de 10,811. Es un elemento metaloide, semiconductor, trivalente que existe abundantemente en el mineral bórax. Hay dos alótropos del boro; el boro amorfo es un polvo marrón, pero el boro metálico es negro. La forma metálica es dura (9,5 en la escala de Mohs) y es un mal conductor a temperatura ambiente. No se ha encontrado libre en la naturaleza.

## Características

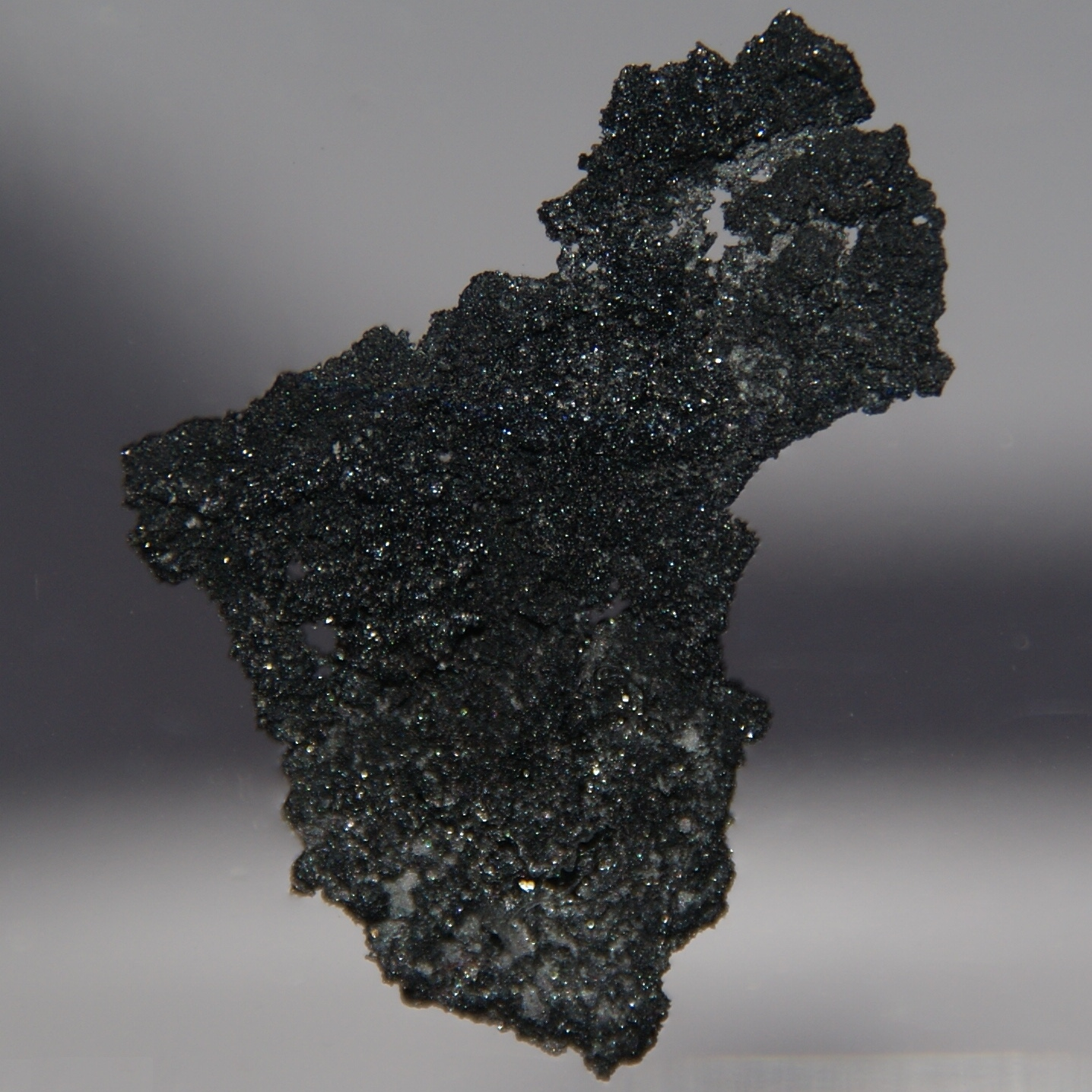
Cristales de Boro.

El boro es un elemento con vacantes electrónicas en el orbital; por ello presenta una acusada apetencia de electrones, de modo que sus compuestos se comportan a menudo como ácidos de Lewis, reaccionando con rapidez con sustancias ricas en electrones.
Entre las características ópticas de este elemento, se incluye la transmisión de radiación infrarroja. A temperatura ambiente, su conductividad eléctrica es pequeña, pero es buen conductor de la electricidad si se encuentra a una temperatura alta. 
Este metaloide tiene la más alta resistencia a la tracción entre los elementos químicos conocidos; el material fundido con arco tiene una resistencia mecánica entre 1.600 y 2.400 MPa.
El nitruro de boro, un aislante eléctrico que conduce el calor tan bien como los metales, se emplea en la obtención de materiales tan duros como el diamante. El boro tiene además cualidades lubricantes similares al grafito y comparte con el carbono la capacidad de formar redes moleculares mediante enlaces covalentes estables.

## Reactividad
En sus compuestos, el boro actúa como un no metal, pero difiere de ellos en que el boro puro es un conductor eléctrico, como los metales y como el grafito (carbono). Al rojo, se combina directamente con el nitrógeno para formar nitruro de boro (BN), y con el oxígeno para formar óxido de boro (B2O3). Con los metales forma boruros, como el boruro de magnesio (Mg3B2). Más extraordinaria es la anómala similitud de los hidruros de boro a los compuestos correspondientes de silicio y el carbono. Existen varios hidruros de boro conocidos con el nombre genérico de boranos, todos ellos tóxicos y de olor muy desagradable. En los ensayos a la llama produce una coloración verde característica.

## Usos
Se usa para fabricar vidrios de borosilicato (p. ej. Pyrex) y esmaltes, principalmente de utensilios de cocina. También se usa para obtener aceros especiales, de gran resistencia al impacto, y otras aleaciones. Debido a su gran dureza se emplea, en forma de carburo, para fabricar abrasivos. El boro tiene varias aplicaciones importantes en el campo de la energía atómica. Se usa en instrumentos diseñados para detectar y contar las emisiones de neutrones. A causa de su gran capacidad de absorción de neutrones, es empleado como amortiguador de control en reactores nucleares y como un material constituyente de los escudos de neutrones. El ácido bórico diluido se utiliza como antiséptico para los ojos y la nariz. Antiguamente se empleaba el ácido bórico para conservar los alimentos, pero se ha prohibido este uso por sus efectos perjudiciales para la salud. El carburo de boro se usa como abrasivo y agente aleador.

## Aplicaciones
El compuesto de boro de mayor importancia económica es el bórax que se emplea en grandes cantidades en la fabricación de fibra de vidrio aislante y perborato de sodio. Otros usos incluyen:
- Las fibras de boro usadas en aplicaciones mecánicas especiales, en el ámbito aeroespacial, alcanzan resistencias mecánicas de hasta 3600 MPa.[4]
- El boro amorfo se usa en fuegos pirotécnicos por su color verde.
- El ácido bórico se emplea en productos textiles.[5]
- El boro es usado como semiconductor.[6][7][8][9]
- Los compuestos de boro tienen muchas aplicaciones en la síntesis orgánica y en la fabricación de cristales de borosilicato.
- Algunos compuestos se emplean como conservantes de la madera, siendo de gran interés su uso por su baja toxicidad.[10] and ReB2[11][12]
- El B-10 se usa en el control de los reactores nucleares, como escudo frente a las radiaciones y en la detección de neutrones.
- Los hidruros de boro se oxidan con facilidad liberando gran cantidad de energía por lo que se ha estudiado su uso como combustible.[5][13]
- En la actualidad, la investigación se está conduciendo en la producción de combustible en forma de hidrógeno con la interacción del agua y de un hidruro de boro (tal como NaBH4). El motor funcionaría mezclando el hidruro de boro con agua para producir el hidrógeno según lo necesitado, de modo que solucionen algunas dificultades de aplicar el hidrógeno con seguridad en el transporte y su correspondiente almacenaje. La investigación se está produciendo en la Universidad de Minessota (Estados Unidos) y en el Instituto de la Ciencia en Rehovot (Israel).[14][15]

## Formación
Atendiendo a la teoría del Big Bang, en el origen el Universo encontramos como elementos H (hidrógeno), He (helio) y Li-7 (litio-7), pero el B, el quinto elemento de la tabla periódica no tiene presencia apreciable. Por lo tanto en la condensación de las primeras nebulosas, se forman estrellas fundamentalmente de H con una porción de He (helio) y Li-7 (litio-7), en las que se dan los distintos procesos de formación de elementos (Cadena protón-protón, proceso triple a y ciclo CNO). Pero en ninguna de ellas se forma boro como producto, ya que a tales temperaturas (del orden de 107-108k) reacciona a un ritmo mayor del que se forma. Tampoco se forma boro durante el proceso de captura de neutrones, que da como resultado átomos de gran masa atómica. El B se forma en un proceso denominado espalación de rayos cósmicos, que consiste en la rotura de núcleos más pesados que el boro a causa del bombardeo de rayos cósmicos. Al ser tan poco frecuente este proceso, la abundancia cósmica del boro es muy pequeña.

## Historia

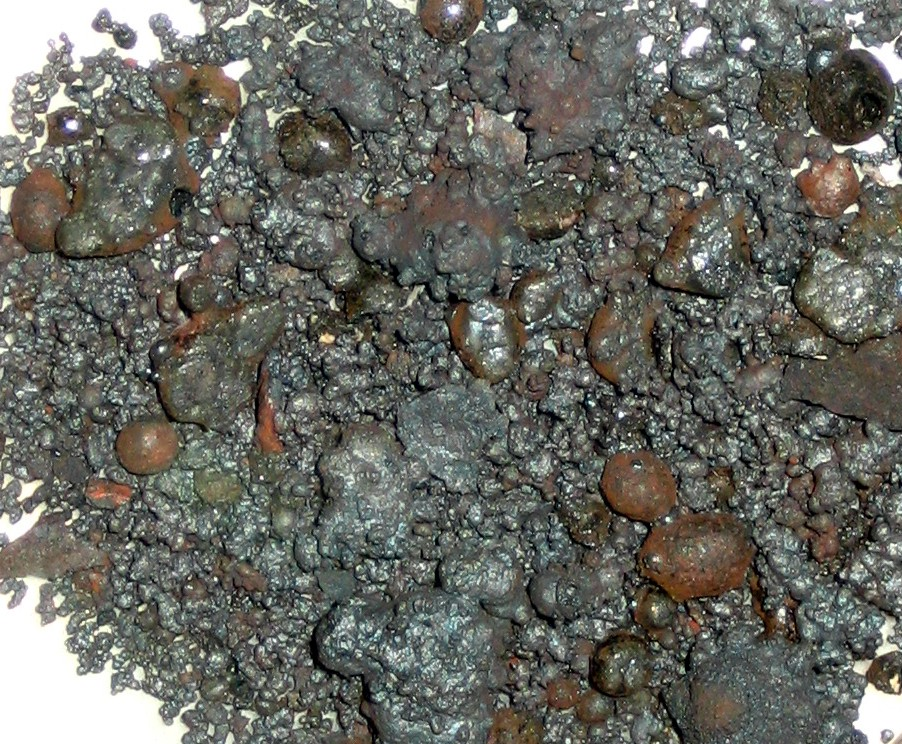
Boro.

Los compuestos de boro (del árabe buraq y este del persa burah) se conocen desde hace miles de años. En el antiguo Egipto la momificación dependía del natrón, un mineral que contenía boratos y otras sales comunes. En China se usaban ya cristales de bórax hacia el 300 a. C., y en la antigua Roma compuestos de boro en la fabricación de cristal. A partir del siglo VIII los boratos fueron usados en procesos de refinería de oro y plata.
En 1808 Humphry Davy, Gay-Lussac y L. J. Thenard obtuvieron boro con una pureza del 50% aproximadamente, aunque ninguno de ellos reconoció la sustancia como un nuevo elemento, cosa que haría Jöns Jacob Berzelius en 1824. El boro puro fue producido por primera vez por el químico estadounidense W. Weintraub en 1909.

## Obtención

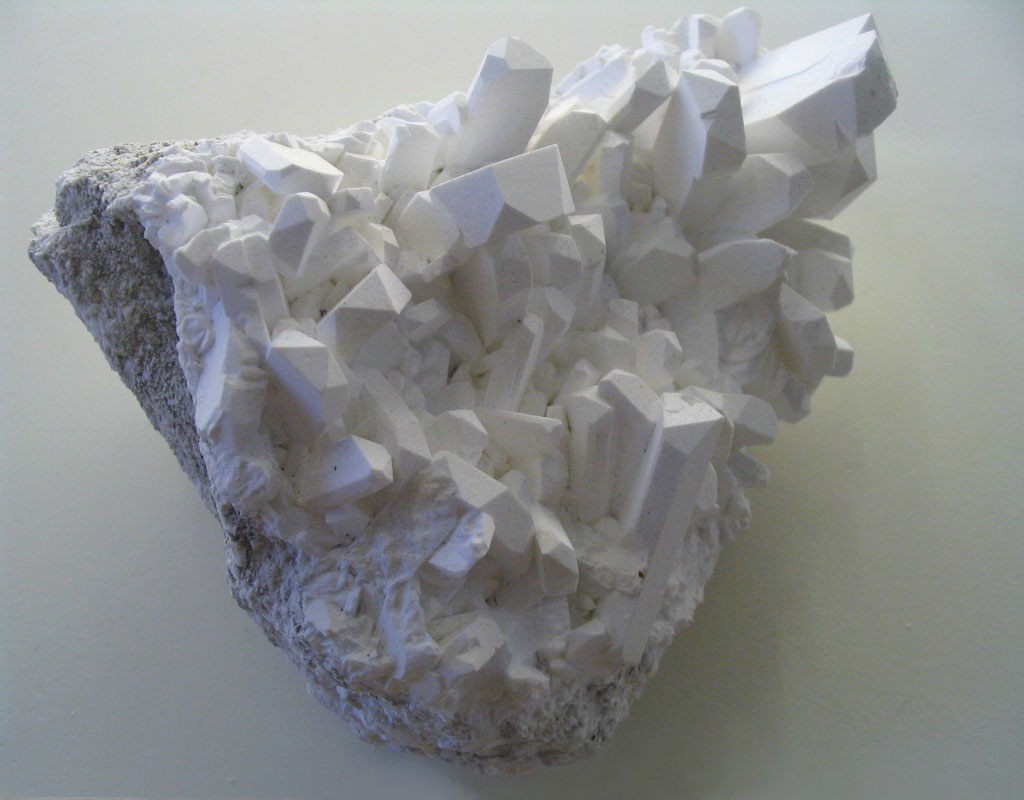
Cristal de bórax.

El boro en su forma circular no se encuentra en la naturaleza. La mayor fuente de boro son los boratos de depósitos evaporíticos, como el bórax y, con menos importancia, la colemanita. El boro también precipita como ácido ortobórico H3BO3 alrededor de algunas fuentes y humos volcánicos, dando sasolitas. También se forman menas de boro naturales en el proceso de solidificación de magmas silicatados; estos depósitos son las pegmatitas.
Los yacimientos más importantes de estas menas son los siguientes: yacimientos del bórax se encuentran en California (EE. UU.), Tincalayu (Argentina) y Kirka (Turquía). De colemanita en Turquía y en el Valle de la Muerte (EE. UU.). Sasolitas en lugares geológicamente activos de la región de Larderello (Italia).
Se expende en el comercio como Na2B4O7·10 H2O o pentahidratado, se le conoce como Bórax.
El boro puro es difícil de preparar; los primeros métodos usados requerían la reducción del óxido con metales como el magnesio o aluminio, pero el producto resultante casi siempre se contaminaba. Puede obtenerse por reducción de halogenuros de boro volátiles con hidrógeno a alta temperatura.
| 1. | Turquía   | 2.400 |
| 2. | Chile     | 400   |
| 3. | China     | 250   |
| 4. | Bolivia   | 200   |
| 5. | Alemania  | 120   |
| 6. | Perú      | 111   |
| 7. | Rusia     | 80    |
| 8. | Argentina | 71    |

Fuente: USGS.
NOTA: No se han publicado datos de Estados Unidos.

## Formas alotrópicas
El boro presenta multitud de formas alotrópicas que tienen como elemento estructural común un icosaedro regular. La ordenación de los icosaedros puede ser de dos formas distintas:
- Unión de dos icosaedros por dos vértices, mediante enlaces covalentes normales B - B (figura 1).
- Unión de tres icosaedros por tres vértices, mediante un enlace de tres centros con dos electrones (figura 2).

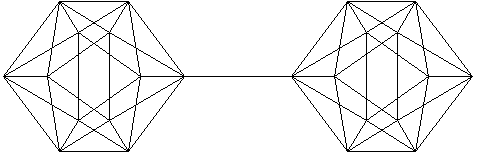
Figura 1.
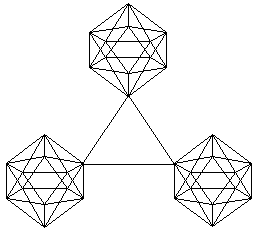
Figura 2.

Dentro de estas posibles uniones, en el boro cristalino los icosaedros pueden asociarse de varias maneras para originar los alótropos correspondientes:
- Boro tetragonal (T - 50): formado por 50 átomos de boro por celdilla unidad, que son cuatro unidades icosaédricas unidas entre sí por algunos enlaces B - B y de dos boros elementales que actúan como unión tetraédrica entre icosaedros. Posee una densidad de 2,31 g/cm³.
- Boro romboédrico alfa (R - 12): está formado por láminas de icosaedros unidas paralelamente. Las uniones intralaminares se efectúan por medio de enlaces de tres centros, mientras que las uniones interlaminares se producen mediante enlaces de dos centros. La densidad de este tipo de boro es de 2,46 g/cm³, y presenta un color rojo claro.
- Boro romboédrico beta (R - 105): formado por doce icosaedros B12 ordenados en forma icosaédrica en torno a una unidad central de B12, es decir, B12(B12)12. Presenta una densidad de 2,35 g/cm³.

## Abundancia en el universo
La abundancia del boro en el universo ha sido estimada en 0,001 ppm, abundancia muy pequeña que junto con las abundancias del litio, el molibdeno y el berilio forma el cuarteto de elementos "ligeros" más escasos en el universo, el resto de elementos de los cuatro primeros periodos —hasta y exceptuando el arsénico— son cuando menos diez veces más abundantes que el boro (exceptuando el escandio y el galio, que son aproximadamente cinco veces más abundantes que el boro).

### Distribución del boro en el sistema solar
El boro posee un elevado punto de fusión (2348 K), por lo tanto es un elemento refractario que condensa y se acreciona en las primeras fases de la condensación de una nebulosa. Este hecho lo sitúa en el sistema solar interior, ya que durante la fase del Sol conocida como T-Tauri (fase inicial de la vida de una estrella, durante la cual emite viento solar con una gran intensidad) el viento solar produce un efecto de arrastre sobre las masas de partículas que orbitan alrededor, arrastrando las menos densas hacia el exterior (elementos volátiles) y permaneciendo las más densas (elementos refractarios). Es decir que encontraremos boro en los planetas rocosos que forman el sistema solar interior, pero la abundancia descenderá mucho en los planetas gaseosos del sistema solar exterior.

### Distribución del boro en los meteoritos
Los meteoritos (condritas y acondritas) muestran concentraciones de boro alrededor de 0,4 y 1,4 ppm respectivamente. Estas concentraciones son substancialmente mayores que las del universo, ya que otros elementos más volátiles que el boro se encuentran dispersos por el espacio en fase gaseosa (elementos atmófilos cómo el hidrógeno y el helio, que no se encuentran en forma de sólidos ni condensan), o formando "nubes" de gas alrededor de sólidos a causa de un campo gravitatorio, o en forma de fluido atmosférico. La abundancia de estos elementos en fase gaseosa representa una buena parte de la abundancia de materia en el universo, y si consideramos que los meteoritos (ya sean condritas o acondritas), al ser sólidos, no disponen de estos elementos, o no disponen de ellos en abundancia, entonces la abundancia de los otros elementos se verá aumentada. La diferencia entre las abundancias de condritas y acondritas se entiende en el hecho de que el boro es un elemento exclusivamente litófilo, es decir que tiene preferencia a incorporarse a las fases líquidas silicatadas. Las condritas son rocas o muestras de roca extraterrestre que no ha pasado por un proceso de diferenciación, es decir que no ha llegado a fundirse ni a separarse en silicatos, metales y sulfuros. Las acondritas en cambio son muestras de roca silicatada, procedentes de masas diferenciadas, por ello su abundancia de boro es mayor que en las condritas.

### El boro en la corteza terrestre
La concentración estimada del boro en la corteza terrestre es de 10 ppm, y su masa de 2,4 × 1017 kg. Actualmente se sabe que el boro es mucho más abundante en rocas sedimentarias (300 ppm) que en rocas ígneas (3ppm), esta diferencia es consecuencia de cuatro características: el boro es sublimable, la no preferencia del boro por las fases fundidas (elemento incompatible), su alta movilidad en la fase acuosa y su fuerte afinidad por minerales arcillosos (elemento litófilo).
El boro llega a la corteza terrestre a través de diferentes vías, y éstas son la precipitación atmosférica, que contiene pequeñas cantidades de boro en disolución; y el vulcanismo y la actividad geológica análoga, que liberan roca fundida con concentraciones variables de boro. También hay flujos del océano a la corteza oceánica en forma de sedimentación y diagénesis. Las vías de salida del boro curtical son la erosión y los procesos de subducción de placas.
El boro tiende a concentrarse en las fases residuales de la parte fundida, los elementos que componen la masa de magma solidifican en función de su punto de fusión y de su compatibilidad con la fase sólida, de esta forma, en los sucesivos estadios de la solidificación, la concentración de los elementos incompatibles (entre ellos el boro) va aumentando en el magma, hasta que finalmente tenemos un líquido formado por elementos incompatibles que acaban solidificándose. Estos depósitos de elementos incompatibles son los que conocemos por el nombre de pegmatitas. Obedeciendo a este hecho las concentraciones del boro son relativamente bajas en basaltos (6-0,1 ppm) y más altas en rocas más cristalizadas como el granito (85 ppm) aunque también se encuentran altas concentraciones de boro en granitos derivados de rocas sedimentarias ricas en boro. Las pegmatitas pueden contener concentraciones de boro de 1360 ppm.
Durante el deterioro de rocas submarinas, las rocas ígneas se degradan y forman minerales arcillosos que adsorben boro del agua marina, de esta forma se enriquece en boro la masa de roca.
Los basaltos de las islas magmáticas tienden a estar enriquecidos en boro; este enriquecimiento se atribuye a la deshidratación de los bloques rocosos subducidos, ricos en boro adsorbido por minerales arcillosos. Las fracciones ricas en boro toman parte en el proceso de fusión y las rocas volcánicas resultantes (andesitas y dioritas) están consecuentemente enriquecidas en boro.
Minerales arcillosos (tales como ilitas, esmectitas y montmorillonitas) incorporan boro del agua tanto por adsorción como en forma de elemento de sustitución en la estructura. Las rocas sedimentarias de los océanos tienden a contener más boro que las rocas sedimentarias fluviales ya que el agua marina contiene mayor concentración de boro que las aguas continentales. El boro es adsorbido sólo a temperaturas inferiores a 40 °C, a más altas temperaturas (>150 °C) puede ser liberado del mineral, por ello, durante el metamorfismo de rocas sedimentarias mucho del boro adsorbido es liberado en el agua, y si se incrementa aún más el metamorfismo el boro como elemento sustituyente es también liberado, por lo tanto los sedimentos metamorfizados tienden a contener concentraciones de boro ampliamente menores que las equivalentes rocas sedimentarias sin metamorfizar.
Los minerales principales en lo que encontramos boro son en su mayoría rocas evaporíticas, como el bórax, altamente soluble en agua; la colemanita; la kernita (una forma parcialmente deshidratada del bórax) y la ulexita. También existen importantes minerales del boro en forma de yacimientos de rocas ígneas, la datolita, el chorlo y la elbanita, estos minerales se clasifican en el grupo de los boratos (sales inorgánicas compuestas por boro y otros iones), exceptuando los dos últimos minerales mencionados, los cuales pertenecen al grupo de las turmalinas, que aparecen especialmente en filones del tipo pegmatítico.

### El boro en lahidrosfera
El boro se encuentra en el agua marina en concentraciones estimadas en 4,6 ppm y en una masa de 5,4 × 1015 kg. Se encuentra como componente de dos moléculas hidratadas; el B(OH)3 trigonal y el B(OH)4- tetraédrico. La proporción de las dos formas depende del pH del agua de mar y el equilibrio entre las concentraciones de las dos formas se encuentra en pH de 8,7-8,8, en medios más básicos predomina la forma tetraédrica y en medios más ácidos la trigonal. Debido al gran tiempo de residencia del boro en el agua de mar (25 millones de años), las concentraciones de B(OH)3 y B(OH)4- no varían significativamente en los distintos océanos. El boro llega a la hidrosfera desde los continentes mediante el ciclo del agua y por procesos de erosión de rocas, y desde la corteza oceánica por circulación hidrotermal, además también procede de la precipitación atmosférica.

### El boro en laatmósfera
La atmósfera contiene unos 2,7 × 108 kg de boro. Este se encuentra en la troposfera en estado gaseoso en un 97%, el 3% restante se encuentra en estado sólido en forma de partículas. Los tiempos de residencia que se consideran para el boro troposférico en su forma gaseosa son de 19 a 36 días, para el boro particulado son de 2 a 6 días. Debido a estos tiempos de residencia tan bajos las concentraciones de boro son variables en distintos puntos de la atmósfera. El boro llega a la atmósfera a través de la evaporación del agua marina, entonces puede volver a los océanos o a los continentes por precipitación.
Llega a ser muy perjudicial para las personas y seres vivos que aquí habitan.

### El boro en lasplantas
Para las plantas el boro es un nutriente esencial. Parece tener un papel fundamental en el mantenimiento de la estructura de la pared celular (mediante formación de grupos cis-diol) y de las membranas. Es un elemento poco móvil en el floema, por ello los síntomas de deficiencia suelen aparecer en las hojas jóvenes y los de toxicidad en las hojas maduras.
Un exceso de boro es perjudicial para algunas plantas poco tolerantes al boro, pudiendo actuar en sus nervaduras debilitándolas.
En los manzanos y perales la deficiencia de boro se manifiesta en los frutos, con una malformación interna denominada "corazón corchoso".

## Isótopos
En la naturaleza se encuentran dos isótopos de boro, 11B (80,1%) y 10B (19,9%). Los resultados de sus masas se diferencian en una amplia gama de valores que se definen como la diferencia entre las fracciones 11B y 10B y tradicionalmente expresada en partes por mil, en aguas naturales que van desde -16 hasta 59. Existen 13 isótopos conocidos de boro, el isótopo de más corta duración es 7B que se descompone a través de emisión de protones y la desintegración alfa. Tiene una vida media de 3.5×10−22s. El fraccionamiento isotópico del boro es controlado por las reacciones de cambio de los compuestos especiales B(OH)3 y B(OH)4. Los isótopos de boro también se fraccionan durante la cristalización de minerales, durante los cambios de fase de H2O en sistemas hidrotermales, y durante la alteración hidrotermal de rocas.

## Precauciones
Ni el boro ni los boratos son tóxicos para los seres humanos y animales. La DL50 para los animales es de unos 6 g por kg de peso corporal. Las sustancias con LD50 por encima de 2g se considera no tóxico. La dosis mínima letal para los seres humanos no ha sido establecida, pero un consumo de 4 g/día se reportó sin incidentes, y las dosis clínicas de 20 g de ácido bórico para la terapia por captura de neutrones no causó problemas. Algunos peces han sobrevivido durante 30 minutos en una solución saturada de ácido bórico y pueden sobrevivir más tiempo en soluciones de bórax. Los boratos son más tóxicos para los insectos que en los mamíferos. El borano y algunos compuestos gaseosos similares son muy venenosos. Como de costumbre, no es un elemento que es intrínsecamente venenoso, pero su toxicidad depende de la estructura.
Los boranos (compuestos de boro de hidrógeno) son tóxicos, así como fácilmente inflamables y requieren cuidados especiales durante su manipulación. El borohidruro de sodio presenta un peligro de incendio debido a su carácter reductor, y la liberación de hidrógeno en contacto con el ácido. Los haluros de boro son corrosivos.

## El boro en la salud humana
Científicamente no se ha demostrado que el boro sea una sustancia considerada esencial en la dieta humana o que sea un requerimiento dietario en vertebrados e invertebrados, o al menos de la misma importancia que ocupa en los vegetales. 
El cuerpo humano contiene al menos 0,7 mg por kilo de peso de boro obtenido del consumo de agua y vegetales. Un humano consume en su ingesta diaria unos 0,8 a 2,5 mg de boro por kilo de peso sin que se manifieste algún síntoma por esto.
Dietas forzadas de 5 g al día pueden causar náuseas, diarrea y vómitos, algunas bibliografías sugieren que 20 g al día de boro puede ser mortal en organismos sensibles pero no se ha comprobado.
Otras bibliografías parecen asociar la ocurrencia de artritis por la ingesta de boro; pero otras publicaciones estiman que este elemento debe ser considerado a nivel de elemento traza como esencial para el metabolismo de calcio, cobre, magnesio y la fijación de nitrógeno.
La OMS ha estimado que el nivel aceptable de boro en el agua es 2,4 ppm. En Europa, los estándares locales oscilan entre 1 - 2 ppm y en Canadá, 5 ppm.

## Abatimiento del boro
El boro debido a su naturaleza no es fácil de eliminar de las matrices acuosas. Las técnicas clásicas de coagulación, sedimentación y aún por osmosis inversa no son satisfactorias. Algunas entidades de investigación como Fundación Chile han señalado que la aplicación de sistemas de resinas de intercambio iónico en conjunto con zeolitas y carbón activado son mucho más prometedoras como formas de reducir dicho elemento.